# 아자르 (애플리케이션)
아자르(Azar)는 글로벌 영상 기술 기업 하이퍼커넥트(Hyperconnect)가 2014년 출시한 비디오 기반의 소셜 엔터테인먼트 플랫폼이다. 전 세계 230개 이상의 국가에서 19개 언어로 서비스 중이며, 2018년 누적 다운로드수 2억 건, 누적 매칭수 300억 건을 달성했다. 또한 2018년 1월 누적 수출 1억 달러를 돌파하기도 했다. 안드로이드 모바일 장치 사용자는 Google Play 스토어에서 iOS 사용자는 App store에서 무료로 다운받을 수 있다.
아자르는 구글의 웹표준기술인 WebRTC를 세계 최초로 모바일 환경에서 사용할 수 있도록 최적화한 하이퍼커넥트의 혁신 기술 '하이퍼RTC'를 기반으로 제작되었다. 이를 통해 네트워크 환경이 좋지 않은 저개발국가나 저가 휴대폰 등 다양한 통신 환경에서도 안정적으로 고품질의 영상 통화를 제공한다. Azar 공식 웹사이트 , Azar 공식 웹사이트</ref>
아자르의 주요 인기 지역은 북미(미국), 남미(브라질), 동북아시아(대만, 한국), 동남아시아(태국), 터키, 중동 지역 등 전세계에 걸쳐 있으며, 특히 터키 및 중동 지역에서 인기를 끌고 있다.

## 특징 및 주요 기능
- 화면을 왼쪽으로 넘길 때마다 전세계의 친구들과 영상 통화를 할 수 있다.
- 아자르에서 만난 상대방과 친구가 되면 무료로 메시지와 영상 통화를 주고받을 수 있다.
- 영상 통화 시 다양한 비디오 필터와 얼굴인식 스티커를 적용하여 즐길 수 있다.
- 영상 통화 중 상대방에게 텍스트 메시지를 보내면 상대방에게 모국어로 자동 번역되어 나타난다.
- 유저가 자신의 아자르 ID를 등록할 수 있으며, 다른 유저의 ID를 검색하여 친구로 추가할 수 있다.
- 상대방의 모국어 인사말('안녕', '당신은 멋집니다.' 등) 발음을 제공한다.

## 같이 보기
- 카카오톡
- 라인
- 틱톡
- WeChat
- 왓츠앱